# Балицькі (гончарі)
Бали́цькі — українські народні гончарі з села Постав-Муки (тепер Лубенський район Полтавської області, Україна), батько і син:
- Степан Трохимович (нар. 1 [13] липня 1885 — пом. 19 листопада 1965);
- Павло Степанович (нар. 16 лютого [1 березня] 1913 — пом. 6 липня 1984).

Виготовляли традиційний для Лівобережної України полив'яний посуд, зокрема червоні миски, полумиски, глечики, кухлики, вази для квітів мальовані візерунками у техніках дряпання та ріжкування, розписані рослинним орнаментом у техніці фляндрування. 
Роботи майстрів експонувалися виставлялися в Києві у 1964 році та  Москві у 1970 році. 
Окремі вироби зберігаються у Національному музеї українського народного декоративного мистецтва.